# Kantar TNS
Kantar TNS (coneguda també com a Taylor Nelson Sofres) és una empresa que es dedica a la investigació de mercat i al tractament de la informació d'aquest. Proporciona plans precisos pel creixement del negoci d'empreses clientes. Forma part de FTSE 250 index. Kantar TNS dissenya l'anàlisi de la investigació i l'informe enfocat a donar resposta a la resta de negocis de cada client.